# Vassøykalven
Vassøykalven ist eine Insel im Byfjord in der norwegischen Provinz Rogaland.
Die unbewohnte Insel gehört zur Stadt Stavanger und liegt südöstlich der deutlich größeren und auch bewohnten Insel Vassøy. Östlich, getrennt durch den Lindøysundet, befindet sich die Insel Lindøy. Durch den Lindøysundet führt die Schiffsroute von Stavanger nach Tau. Vassøykalven erstreckt sich in Nord-Süd-Richtung über 370 Meter bei einer Breite von bis zu 170 Metern. Sie erreicht eine Höhe von bis etwa 24 Meter. Die felsige Insel ist zum Teil mit Büschen und Bäumen bewachsen.